# Альперович, Карл Самуилович
Карл Самуилович Альперович (21 января 1922 — 7 января 2019) — советский учёный, профессор, разработчик зенитных систем, лауреат Ленинской премии и Государственной премии СССР. Автор 130 научных трудов и более 20 авторских свидетельств на изобретения, патенты.

## Биография
Родился 21 января 1922 года в Бахмуте, куда отец, Самуил Тоевич Альперович (1883, Куренец — 1953), был командирован ЦК РКП(б) на должность редактора донбасского журнала «Знание». Имя Карл — в честь Маркса.
С 1925 года семья жила в Москве, где Карл окончил школу № 235. Как отличник, без экзаменов был принят в МЭИ на электрофизический факультет, выбрал специальность «автоматика и телемеханика».
С конца 1944 года, после защиты диплома, работал в ЦНИИ радиолокации (ЦНИИ-108) в лаборатории радиолокаторов управления огнем зенитной артиллерии (СОНов). Возглавляемая им группа создала на основе SСR-584 экспериментальный радиолокатор и в январе 1948 года успешно испытала его на полигоне в Донгузе (под Оренбургом). С осени 1948 года — заведующий лабораторией.
В октябре 1950 года был переведён в КБ-1. Участвовал в разработке системы ПВО «Беркут», в частности — центральных радиолокаторов наведения (ЦРН) зенитных ракет. С 1953 г. заместитель главного конструктора «Беркута» («система С-25»).
Участник разработки системы ЗУРО С-75. Во время войны во Вьетнаме ею было уничтожено от 2 до 4 тысяч самолётов.
С 1959 года занимался зенитными системами С-200 и С-300, предназначенными для стрельбы на большие расстояния. Испытания первой успешно прошли в 1966 году, второй — в 1976 году.
В 1988 году оставил руководящую должность заместителя главного конструктора, стал главным научным сотрудником. С 1997 года — научный консультант ОАО «Алмаз».
В 1957 году защитил кандидатскую диссертацию, в 1969 году — докторскую. Профессор, в 1986—1996 годах читал курс радиолокации на кафедре МФТИ в ОАО «Алмаз».

### Семья
- Жена — Ирина Иосифовна Спивак (род. 1921), кандидат технических наук, старший научный сотрудник.
  - Дочь — Ирина Карловна (род. 1962), кандидат биологических наук, старший научный сотрудник Института иммунологии.

## Литературная деятельность
Автор книг-воспоминаний:
- «Ракеты вокруг Москвы» (1995),
- «Так рождалось новое оружие» (1998, 2014),
- «Годы работы над системой ПВО Москвы, 1950—1955 (Записки инженера)» (2003, 2006),
- «От рождения до КБ-1 (Воспоминания)» (2014).

## Награды
- 1958 г. Ленинская премия (За создание системы ПВО С-75);
- 1972 г. Почётный радист СССР;
- 1981 г. Государственная премия СССР;
- 1999 г. Заслуженный деятель науки Российской Федерации;

Ордена и медали:
- Орден Ленина,
- Орден Трудового Красного Знамени,
- Медаль «За оборону Москвы»,
- Другие медали.